# Nick Goepper
Nicholas Goepper detto Nick (Fort Wayne, 14 marzo 1994) è uno sciatore freestyle statunitense, specialista dello slopestyle.

## Biografia
Originario di Fort Wayne e attivo dall'agosto 2011, Nick Goepper ha debuttato in Coppa del Mondo il 4 marzo 2012 giungendo 11º nello slopestyle a Mammoth Mountain. Ha ottenuto la prima vittoria, nonché primo podio, nel massimo circuito, il 25 agosto 2013 a Cardrona.
In carriera ha partecipato a tre edizioni dei Giochi olimpici invernali, Soči 2014 (3º nello slopestyle), Pyeongchang 2018 (2º nello slopestyle) e Pechino 2022 (2º nello slopestyle e 22º nel big air), e a tre dei Campionati mondiali (3º nello slopesyle a Voss-Myrkdalen 2013, 3º nello slopesyle e 10º nel big air a  Park City 2019, 2º nell'halfpipe a Engadina 2025). Ha inoltre vinto quattro ori e due argenti ai Winter X Games.

## Palmarès

### Olimpiadi
- 3 medaglie:
  - 2 argenti (slopestyle a Pyeongchang 2018, slopestyle a Pechino 2022)
  - 1 bronzo (slopestyle a Soči 2014)

### Mondiali
- 3 medaglie:
  - 1 argento (halfpipe a Engadina 2025)
  - 2 bronzi (slopestyle a Voss-Myrkdalen 2013; slopestyle a Park City 2019)

### Winter X Games
- 7 medaglie:
  - 5 ori (slopestyle ad Aspen 2013; slopestyle ad Aspen 2014; slopestyle ad Aspen 2015; slopestyle ad Aspen 2021; superpipe ad Aspen 2025)
  - 2 argenti (slopestyle ad Aspen 2012; slopestyle ad Hafjell 2017)

### Coppa del Mondo
- Miglior piazzamento nella Coppa del Mondo generale di freestyle: 7º nel 2025
- 10 podi:
  - 3 vittorie
  - 4 secondi posti
  - 3 terzi posti

#### Coppa del Mondo - vittorie
| Data            | Luogo         | Paese         | Disciplina |
| --------------- | ------------- | ------------- | ---------- |
| 25 agosto 2013  | Cardrona      | Nuova Zelanda | SS         |
| 16 marzo 2018   | Alpe di Siusi | Italia        | SS         |
| 7 dicembre 2024 | Secret Garden | Cina          | HP         |

Legenda:

SS = Slopestyle

HP = Halfpipe